# ايرو إيه 38
ايرو إيه 38 (بالإنجليزية: Aero A.38)‏ هي طائرة خطوط جوية، تتسع لثمانية ركاب. أنتجت في تشيكوسلوفاكيا. من صناعة ايرو فودوتشودي.